# Luiz Gustavo (calciatore 1994)
Luiz Gustavo Tavares Condé (Votuporanga, 12 febbraio 1994) è un calciatore brasiliano, difensore dell'Arema.